# Хотинский уезд
Хоти́нский уе́зд — административная единица в Бессарабской области (с 1873 года — Бессарабской губернии) Российской империи (1818—1917), в Молдавской Демократической Республике (1917—1918), в губернаторстве Бессарабия Румынского королевства (1918—1940, 1941—1944). Уездный город — Хотин.

## История
На протяжении XVIII века территория уезда попеременно входила в состав Молдавского княжества под названием Хотинского цинута либо в состав Османской империи в качестве Хотинской райи.
Хотинский цинут («цынут») в составе Российской империи был образован в соответствии с «Уставом образования Бессарабской области» от 28 апреля 1818 году как один из шести цинутов Бессарабской области.
«Учреждение для управления Бессарабской области» от 29 февраля 1828 года переименовало молдавские цинуты в уезды.
Изначально границы уезда примерно шли по линии «Костешты — Высока», но позже его территория была уменьшена примерно до условной линии «Брынзены — Единцы — Окница» в пользу Ясского уезда.
Уезд сохранялся в период существования Молдавской Демократической Республики, а также в годы первой Румынской оккупации (в 1938—1940 годах входил в состав цинута Сучава).
2 августа 1940 года Хотинский уезд был ликвидирован, а его территория стала частью Черновицкой области Украинской ССР. Однако 4 ноября 1940 года вышел указ Президиума ВС СССР, согласно которому земли юго-восточнее условной линии «Липканы — Ожево» возвращались Молдавской ССР. При этом Хотинский уезд восстановлен не был, а возвращённые земли были поделены между Бельцким и Сорокским уездами.
В 1941 году, после оккупации МССР Румынией, Хотинский уезд был восстановлен в прежних границах и, в отличие от остальной территории бывшей Бессарабии, передан в состав губернаторства Буковина.
После освобождения Молдавской ССР в 1944 году, границы уездов вернули в соответствии с Указом от 04.11.1940.
Сейчас украинская часть бывшего Хотинского уезда входит в состав Днестровского и Черновицкого районов Черновицкой области Украины. Молдавская часть входит в состав Бричанского, Единецкого и Окницкого районов Молдавии.

## География
Хотинский уезд занимал северо-западную часть Бессарабской губернии. Площадь уезда по данным И. А. Стрельбицкого составляла 3 501,9 квадратных вёрст (3 985,2 км2).
Уезд располагался между реками Днестром и Прутом; водоразделом между реками служит ветвь Карпатских гор, которая раздваивается у сел Бричаны и Сталинешты и уходит в Сорокский и Белецкий уезды.
Днестр на севере отделяет уезд от Австро-Венгрии и Подольской губернии, Прут на юге отделяет уезд от Румынии.
Самые высокие точки уезда: Гвоздауцы (303 м), Руды (297 м), Губное (291 м), Липник (287 м), Громодзени (280 м). Сев.-зап. часть уезда, граничащая с Австрийской Буковиной и Галицией, крайне холмиста, изрезана глубокими балками и оврагами, представляющими по большей части размывы речных долин, покрыта большими лесами (25, 30 и более % всего количества удобной земли).
К югу и востоку от Хотина местность выравнивается, принимает до некоторой степени степной характер, но все-таки сохраняет волнообразный характер; часто встречаются перелески и ручьи, обыкновенно по дну глубоких оврагов и балок.
Лесов значительно меньше, в некоторых местах почти нет. Ручьи и речки впадают в Днестр и Прут; кроме того, почти на каждом шагу, и в поле, и по дорогам, встречаются колодцы («криницы»), нередко встречаются так называемые «мочары», то есть места, на которых в течение всего лета застаивается дождевая вода.
Добываются из ископаемых песчаник, глинистый сланец, гипс, жерновой камень, мел, алебастр; близ ст. Новоселицы на земле крестьян дер. Ревкауцы — залежи каменного угля.
Преобладающая почва уезда чернозёмная (более 50 % удобной земли) и глинистая, дающая хорошие урожаи, не уступающие урожаям на черноземе.
Климат уезда мягкий, высокая средняя годовая температура (8°), умеренная зима (—2° за ноябрь, —4° январь и —1° март) и нежаркое лето (20° июль). Атмосферных осадков вполне достаточно для земледелия. Засухи в уезде неизвестны, скорее даже избыток влажности; урожайными годами бывают годы сравнительно сухие.

## Население
По состоянию на 1897 год, численность населения (без уездного города) составляла 289 833 человек (147 737 мужчин и 142 096 женщин).
По данным Переписи населения Российской империи 1897 года в уезде проживало 307 959 человек.
Этнический состав населения:
| Национальность | Процентный состав |
| -------------- | ----------------- |
| украинцы       | 53,24 %           |
| молдаване      | 23,4 %            |
| евреи          | 15,59 %           |
| русские        | 5,78 %            |
| поляки         | 0,71 %            |
| немцы          | 0,22 %            |
| Всего          | 100 %             |

Население земледельческое. В уезде две главнейшие формы землевладения: посемейно-наследственная у всех царан, живших прежде на помещичьих землях (95 %), и общинная у бывших государственных крестьян (5 %). По состоянию на 1884 год, безземельных крестьян было 23 %.
Кроме того, в уезде проживали резеши (около 1 ½ тыс.); они не были наделены землей, а владели ею на правах частного владения: не платя ни оброка, ни выкупных платежей; земля их облагается лишь государственным и земским поземельным налогом. Резеши жили целыми селениями.

## Административное деление

### Российская империя (до 1918 года)
По состоянию на 1886—1914 годы Хотинский уезд состоял из 12 волостей:
1. Бричанская волость (волостной центр — Бричаны; население — 20 056 человек[5])
2. Грозинская волость (волостной центр — Грозинцы; население — 19 168 человек[5])
3. Данкоуцкая волость (волостной центр — Данкоуцы; население — 8 916 человек[5])
4. Единецкая волость (волостной центр — Единцы; население — 13 673 человек[5])
5. Кельменецкая волость (волостной центр — Кельменцы; население — 19 004 человек[5])
6. Клишковская волость (волостной центр — Клишковцы; население — 9 775 человек[5])
7. Липканская волость (волостной центр — Липканы; население — 20 157 человек[5])
8. Новоселицкая волость (волостной центр — Новоселица; население — 16 593 человек[5])
9. Романкоуцкая волость (волостной центр — Романкоуцы; население — 16 295 человек[5])
10. Рукшинская волость (волостной центр — Рукшин; население — 7 449 человек[5])
11. Секурянская волость (волостной центр — Секуряны; население — 16 157 человек[5])
12. Сталинештская волость (волостной центр — Сталинешты; население — 9 123 человек[5])

### Румынский период (1918—1940 и 1941—1944 годы)
Территория Хотинского уезда (жудеца) изначально была разделена на четыре пласы: Бричаны, Липканы, Секурены и Хотин, позже были сформированы ещё две пласы — Сулица и Келменцы. При этом пласа Бричаны была переименована в И. Г. Дука, а пласа Хотин — в Клишкауцы (в связи с переносом центра).
В 1941 году административное деление было в целом сохранено, но были и незначительные изменения: пласа Келменцы также называлась Вадул-луй-Траян, пласа Сулица также носила название Б. П. Хашдев, а пласе И. Г. Дука вернули название Бричаны. Кроме того, в отдельные единицы были выделены города Сулица и Хотин.

## Экономика
Распределение удобной земли по угодьям: пахотной 288366 дес., леса 43933 дес., под садами 2494 дес., всего 334793 дес. Частным владельцам принадлежит 160382 дес. (пахотной земли 120672, леса 39318 и садов 392), крестьянам 160541 дес. (пахотной 158457 и под садами 2084), резешам пахотной 2927 дес., 11 заграничным монастырям 10096 дес. (пахотной 6310, леса 3768 и садов 18), казенных лесных дач 847 дес., церковных земель более 5000 дес., у Хотина 1173 дес.
В 1900—1901 сельскохозяйственном году под озимыми посевами было 58933 дес. (владельческих 34287, в том числе под рапсом 1887, и крестьян. 24646), под яровыми 149431 дес. (владельч. 53115 и крестьянск. 96316). Главнейшие возделываемые хлеба: кукуруза (крест. 53922 дес. и владел. 27831), ячмень (25701 дес. у крест., у влад. 7009), оз. пшеница (влад. 29177 дес., крест. 15466), озимая рожь (влад. 3581 дес., крест. 18821), овес (у крест. 7120 дес., влад. 7973), свекловица (416 дес. у крест., у владел. 3221), картофель (2655 дес. у крест. и 822 у влад.). Культуры яровой ржи, яровой пшеницы, гречи, проса, гороха, бобов, чечевицы незначительны. Заливных лугов 3169 дес., незаливных 10918.
В 1900 году в уезде было крупн. рогат. скота 70848 гол., лошадей 54169, овец 114767, свиней 35357; из этого числа 84 % принадлежали крестьянам. Овцеводство и свиноводство развиты весьма слабо. Продукты от овец — овечий сыр, или брынза, барашки и шерсть. Брынза вместе с мамалыгой (из кукурузной муки) — главнейшая пища крестьянского населения. Огородничество, виноградарство, табаководство незначительны, только для местного потребления; также и садоводство.
Промышленное садоводство существует в так наз. Буковине, то есть в пограничных с австрийскими владениями селениях. Преобладающие плодовые деревья: сливы (венгерки), орехи, яблони, груши, вишни, черешни.
Из торгово-промышленных растений возделываются преимущественно чеснок, анис, бураки и капуста. Кустарные промыслы, за исключением извоза, развиты весьма слабо и имеют лишь местное значение.
Встречаются тележный, сукновальный и гончарный промыслы, обжигание угля; зимой буковинские крестьяне занимаются рубкой леса, весной «ходят со сплавами» (сплавляют плоты по Днестру).
Несравненно большее экономическое значение имеют земледельческие заработки, заключающиеся как в наймах, сроковых или на год, на разные сельскохозяйственные работы, так и в так называемых по-местному уходах «на фальчи» (фальча = 1,302 дес.): «на вольные фальчи» — если не забраны деньги вперед, «на вынни фальчи» — если идут по контракту, забрав деньги вперед.
Фабрик и заводов (1901 г.) 120, с производством на 137 тыс. руб., при 685 рабочих, в том числе сахарный завод, винокуренных 3, мельниц паровых 4; остальные — заведения кустарно-промышленного характера. Водяных мельниц 646, ветряных 403, конных 42: маслобоен 122; это все мелкие заведения.
Торговля, преимущественно хлебом, сосредоточена исключительно в руках евреев; производится она в местечках, из которых Бричаны имеют 4000 жит., Единцы Липканы, Новоселицы и Секуряны — по 3000.
В Новоселицах и Липканах таможни.
Сельские банки в сел. Кельменцах и мст. Секурянах.
2 земские больницы, 6 приемных покоев, 1 амбулаторный пункт, 8 врачей, 25 фельдшеров.
В 1900—1901 учебном г. было двухклассных народных училищ 3 (в том числе 1 в Хотине для девочек), одноклассных 56 и ремесленная школа при Хотинском уездн. училище. При 20 земских школах открыты народные библиотеки. Церковно-приходских школ 36, школ грамоты 29.
Во взаимном земском страховании было застраховано в 1900 г. 101406 строений на сумму 7044932 руб. по обязательному страхованию; по добровольному страхованию было 117 рисков на сумму 585812 руб. От чумы было застраховано в 1900 г. 29249 волов и 43251 корова.
Земский бюджет 1902 г.: доходы — 262973 руб., в том числе с недвижимых имуществ 128526 руб. (с земель и лесов 112204 руб.), расходы — 262973 р., в том числе на земское управление 27678 руб., на народное образование 72645 руб., на медицинскую часть 56872 руб., на расходы по содействию экономическому благосостоянию 6242 руб., на уплату долгов 42360 руб.

## Галерея

«Специальная карта Европейской России» И. А. Стрельбицкого